# Zamach na Abrahama Lincolna

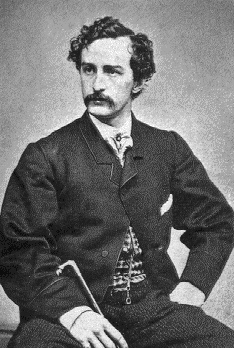
John Wilkes Booth, zabójca Lincolna

Zamach na Abrahama Lincolna – wydarzenie w historii Stanów Zjednoczonych mające miejsce 14 kwietnia 1865 w Waszyngtonie, w wyniku którego zginął szesnasty prezydent USA, Abraham Lincoln. Sprawcą zamachu był aktor John Wilkes Booth.

## Przyczyny
Człowiek, który dokonał zamachu na prezydenta, John Wilkes Booth, był sympatykiem Konfederacji. Wybór Lincolna, którego podejrzewano o sprzyjanie ruchom abolicjonistycznym, budził obawy na Południu. Kiedy składał on przysięgę prezydencką, siedem stanów już dokonało secesji, a osiem innych nadal ją rozważało. Doprowadziło to do wojny secesyjnej, która wybuchła w 1861 roku. Działania wojenne wymusiły na członkach rządu zajęcie się kwestią niewolnictwa. Sam Lincoln był wprawdzie umiarkowanym przeciwnikiem zniesienia niewolnictwa, ale jego nadrzędnym celem było uratowanie Unii i jedności Stanów Zjednoczonych. Z tego powodu prezydent podpisał wstępną Proklamację Emancypacji 22 września 1862, a 1 stycznia 1863 sygnował Drugą Proklamację Emancypacji, całkowicie znosząc niewolnictwo. W 1865 wojska Unii pod dowództwem generała Ulyssesa Granta, zajęły Richmond. Kiedy generał Lee podpisał kapitulację niedaleko Appomattox, John Wilkes Booth miał świadomość, że sprawa Południa jest przegrana, jeśli nie powstrzyma działań prezydenta Lincolna.

## Plan porwania prezydenta
John Wilkes Booth był aktorem i radykalnym zwolennikiem Południa, którego intencją było także zamordowanie wiceprezydenta Andrew Johnsona i sekretarza stanu Williama Sewarda. Początkowo jednak nie planował zabójstwa, a jedynie uprowadzenie Lincolna. Chciał porwać go z jego letniej rezydencji Old Soldier’s Home, oddalonej o 5 km od Białego Domu, a następnie przewieźć go do Richmond i oddać Konfederatom. Takie działanie mogłoby wymusić na Północy zakończenie działań wojennych, uwolnienie jeńców z Południa przetrzymywanych w więzieniach i uznanie secesji. Konfederaci już wcześniej planowali porwanie Lincolna, lecz uznali, że przedsięwzięcie to jest nie do wykonania. Do realizacji tego planu, Booth zrekrutował Michaela O’Laughlena i Samuela Arnolda, do których wkrótce dołączyli: David E. Herold, George A. Atzerodt, Lewis Thornton Powell i John H. Surratt. Ich spotkania początkowo odbywały się w domu Maggie Branson, a następnie u Mary Surratt. Booth przyłączył się do tzw. „Kanadyjskiego Gabinetu” Konfederacji, który działał w Montrealu. Pojechał tam w październiku 1864 i uzyskał od „Gabinetu” obietnicę pomocy w porwaniu Lincolna, a wracając stamtąd zakupił karabiny, rewolwery, sztylety i kajdanki. Na przeprowadzenie samego porwania przeznaczył 4 tys. dolarów, co było sporą sumą jak na owe czasy. Po zaprzysiężeniu prezydenta na drugą kadencję, Booth ze współpracownikami dowiedzieli się, że prezydent 17 marca będzie przebywał w szpitalu wojskowym niedaleko swojej rezydencji. Jednak Lincoln w ostatniej chwili zmienił plany i pojawił się na uroczystości wręczenia sztandaru Konfederacji gubernatorowi Indiany.

## Plan zabójstwa
Kolejną szansę na uprowadzenie spiskowcy mieli 11 kwietnia 1865, kiedy prezydent przemawiał z okna Białego Domu, mówiąc, że „stany południowe nigdy nie wystąpiły z Unii, a teraz znajdują się bezpiecznie w domu”. Wypowiedź ta, a także fakt kapitulacji Konfederatów (12 kwietnia), rozzłościły Bootha na tyle, że zmienił on zamiar uprowadzenia na zabójstwo. Dwa dni później, w Wielki Piątek rano, dowiedział się, że Lincoln będzie wieczorem przebywał w teatrze Forda, po czym podjął decyzję o zamordowaniu go. Pozostał wówczas w teatrze na próbie, aby wybrać najdogodniejszy moment zabójstwa, a następnie udał się do Pumphrey’s Libery Stable, by wynająć konia, którym zamierzał uciec. W godzinach popołudniowych Booth spotkał się z Mary Surratt, by powiadomiła współpracowników aktora o planowanym zamachu. Spotkał się z nimi o godzinie 19.00 i przekazał im szczegóły: Lewis Powell miał zabić sekretarza stanu Williama Sewarda, a George Atzerodt wiceprezydenta Andrew Johnsona. Intencją prowodyra zamachu było wprowadzenie chaosu w kraju, w czasie którego Południe mogłoby podjąć następną walkę o niepodległość.

## Przebieg zamachu

Loża prezydencka w teatrze Forda

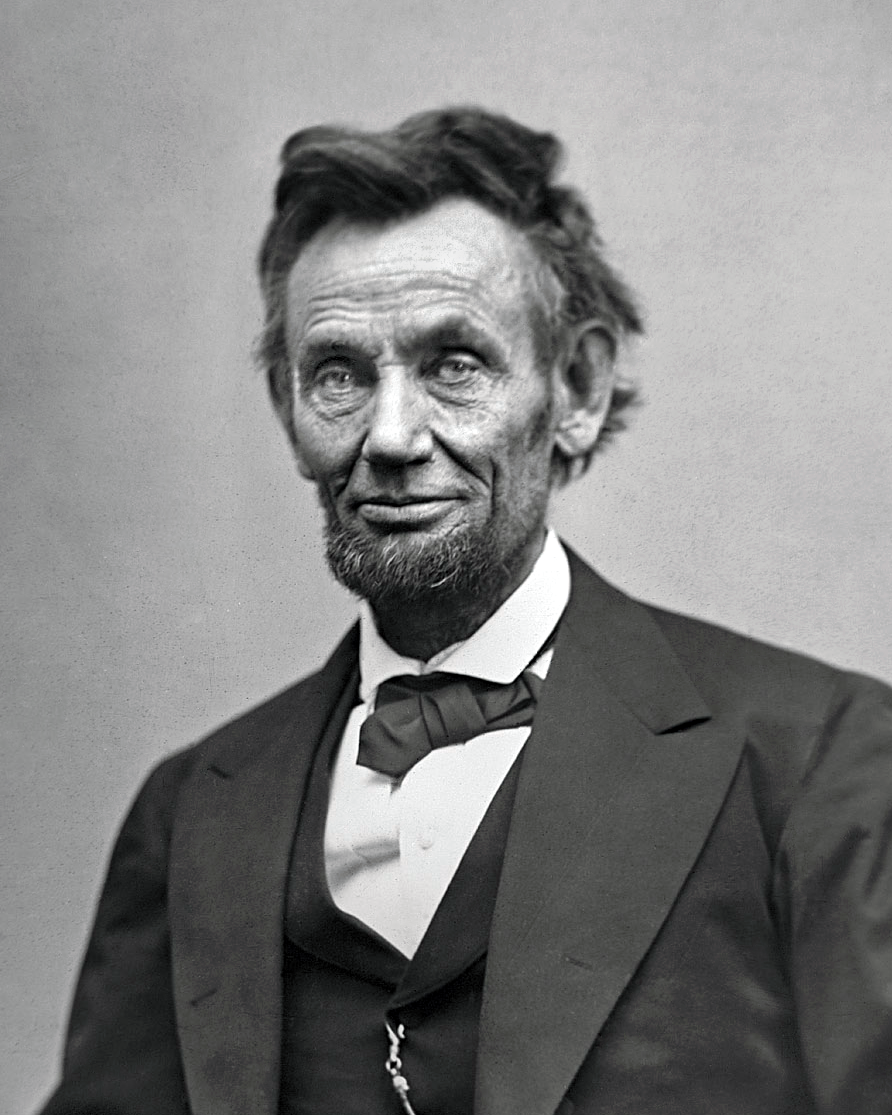
Abraham Lincoln w 1865 roku

O godzinie 11.00, 14 kwietnia, Abraham Lincoln przebywał na posiedzeniu gabinetu, na którym podjęto decyzję o powojennej okupacji Południa. Uważano bowiem, że niewolnictwo zostało zniesione i wojsko ma obowiązek bronić Afroamerykanów. Posiedzenie rządu zakończyło się o godzinie 14.00, a prezydent udał się na przejażdżkę powozem. W czasie obiadu Lincoln ułaskawił żołnierza skazanego na śmierć za dezercję. Wieczorem miał wraz z generałem Grantem i żonami wziąć udział w przedstawieniu w teatrze Forda. Jednak Grantowie nie mogli przyjąć zaproszenia i zamiast nich na sztukę udał się major Henry Rathbone i jego przybrana siostra, Clara Harris. Sam Lincoln nie miał ochoty iść na komedię Toma Taylora pt. „Nasz amerykański kuzyn”, którą już wcześniej widział, jednak pod naciskiem żony, Mary Todd Lincoln, zdecydował się udać na spektakl. Pójście do teatru odradzał mu sekretarz wojny Edwin M. Stanton i oficer ochrony William Crook. Po drodze Lincoln został zatrzymany w celu ułaskawienia żołnierza skazanego za szpiegostwo, przez co para prezydencka spóźniła się na sztukę. Po ich przybyciu orkiestra teatralna przerwała grę aktorom i odegrała tradycyjną melodię powitalną dla prezydentów: „Hail to the Chief”; następnie sztuka została wznowiona.
W tym czasie John Wilkes Booth przebywał w sąsiadującym z teatrem barze. Ponieważ był aktorem, dobrze znał drogę do loży prezydenckiej i wiedział, że nikt nie zatrzyma go po drodze. W czasie trzeciego aktu zakradł się do niestrzeżonych drzwi i odczekał na moment oklasków, które miały stłumić odgłos strzału. O 22.15 uzbrojony w pistolet i sztylet wszedł do loży i z odległości 10 cm strzelił w tył głowy Lincolna. Widząc to, major Rathbone rzucił się na zamachowca, lecz ten ranił go w ramię sztyletem. Wówczas Booth zeskoczył na scenę, łamiąc przy tym piszczel w lewej nodze i uciekł. Przed ucieczką krzyknął Sic semper tyrannis! („Tak to zawsze dzieje się tyranom!”).

## Śmierć Lincolna

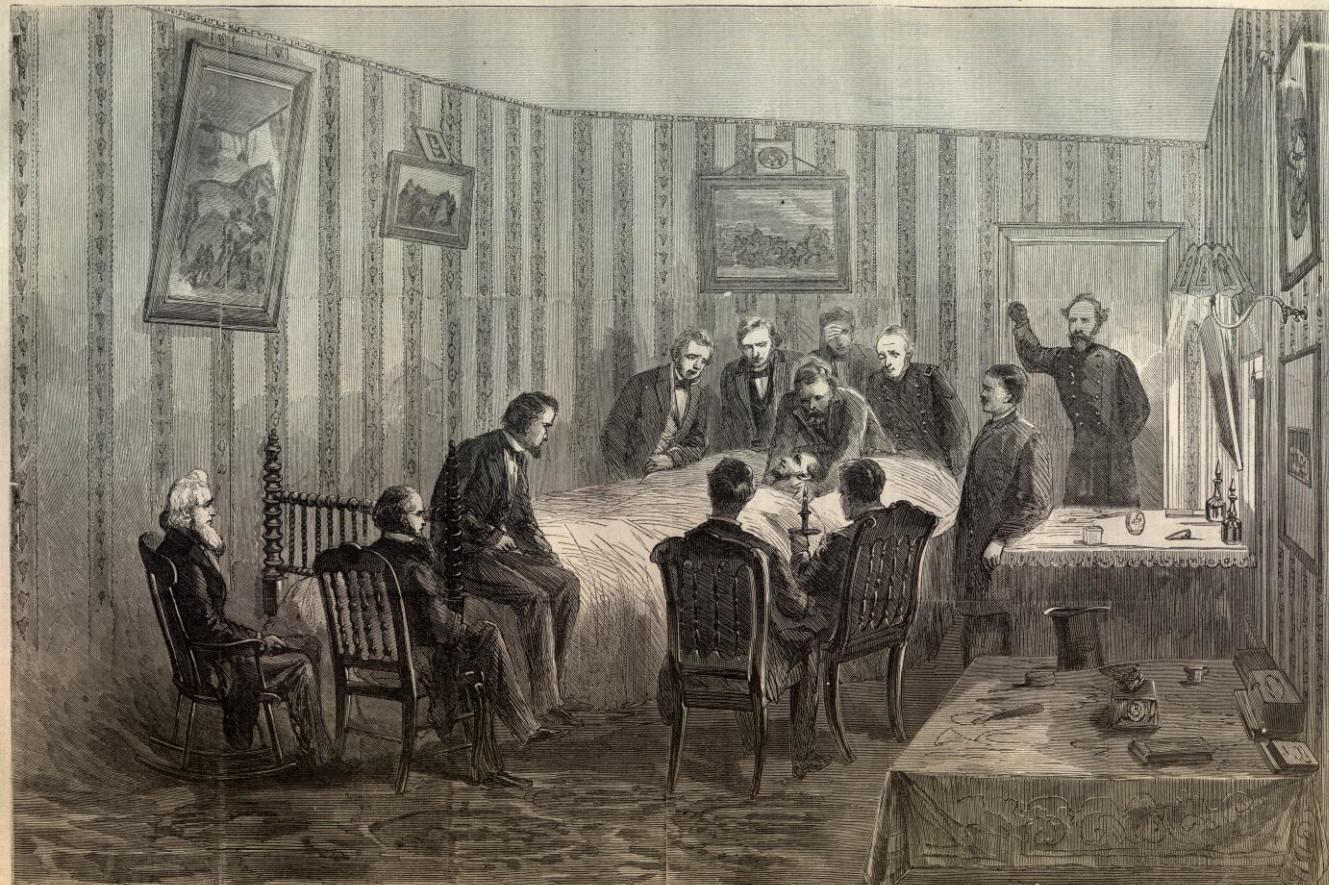
Prezydent Lincoln na łożu śmierci w pensjonacie Petersena

Kula zamachowca przeszyła mózg i utkwiła za okiem – ciężko ranny prezydent siedział nieruchomo na krześle. Do loży prezydenckiej natychmiast sprowadzono lekarza, obecnego na sztuce, doktora Charlesa Leale’a, jednak miał on problem z dostaniem się do Lincolna, gdyż Booth zablokował drzwi loży od wewnątrz. Widząc rannego męża, Mary Todd Lincoln krzyknęła i straciła przytomność. W tym czasie na ulicach Waszyngtonu rozeszła się plotka, że zbuntowani południowcy zamordowali także sekretarza stanu Williama Sewarda. Wkrótce potem w loży zjawiło się dwóch kolejnych lekarzy: Charles Sabin Taft i Albert King, którzy wspólnie orzekli, że prezydent jest w tak ciężkim stanie, że nie przetrwa transportu do Białego Domu. Postanowiono przenieść Lincolna do położonego niedaleko pensjonatu Williama Petersena, do którego wkrótce potem przybył także osobisty lekarz prezydenta Robert Stone. Niebawem przybyli tam również politycy: sekretarz marynarki Gideon Welles, sekretarz wojny Edwin M. Stanton, spiker Izby Reprezentantów Schuyler Colfax i senator Charles Sumner. Według wspomnień spisanych przez Gideona Wellesa w pokoju, gdzie leżał ranny prezydent, poza lekarzami i członkami rodziny przebywali także politycy i czuwali tam całą noc. Wczesnym rankiem Abraham Lincoln kilkakrotnie tracił oddech, aż w końcu zmarł o godzinie 7.22.
Kilka dni później ciało zmarłego prezydenta przewieziono do jego rodzinnego stanu Illinois specjalnym pociągiem, który często zatrzymywał się na stacjach, by tłumy zebranych ludzi mogły pożegnać Lincolna. Jego pogrzeb odbył się 4 maja w Oak Ridge Cemetery w Springfield.

## Ataki na Sewarda i Johnsona

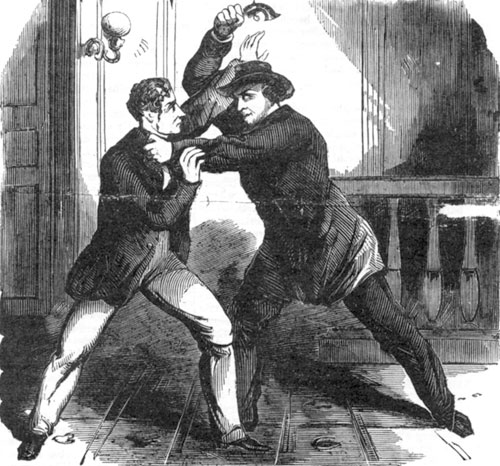
Atak Lewisa Powella na Fredericka Sewarda

Równocześnie z zamachem na prezydenta współpracownicy Bootha mieli zamordować wiceprezydenta Johnsona i sekretarza stanu Sewarda. Tego ostatniego miał dokonać Lewis Powell – miał on nieco ułatwione zadanie, gdyż Seward leżał wówczas ranny w domu po wypadku, jaki odniósł 5 kwietnia (wypadł z powozu). Zaopatrzony w rewolwer i nóż Powell przyszedł do domu sekretarza, podając się za posłańca lekarza, dra Verdiego. W domu zastał dzieci niedoszłej ofiary: syna Fredericka i córkę Fanny. Powell usiłował zastrzelić Fredericka, lecz rewolwer nie wystrzelił, zatem uderzył go rękojeścią w głowę. Słysząc odgłosy walki z pokoju wybiegła Fanny, co zamachowiec wykorzystał i wszedł do pokoju Sewarda. Zadał mu wówczas kilka ciosów nożem w szyję, lecz założony sekretarzowi kołnierz ochronny uniemożliwił poważne zranienie. Gdy córka Sewarda podniosła alarm, do pokoju wbiegł drugi brat Fanny, Augustus i sierżant Robinson, którzy rzucili się na napastnika. W trakcie szamotaniny zostali lekko ranni, a Powellowi udało się zbiec, raniąc po drodze służącego. Po kilkudniowej tułaczce udał się on do domu Mary Surratt, gdzie wkrótce potem oboje zostali aresztowani. Seward był dość poważnie ranny, jednak udało mu się wrócić do zdrowia i do pracy w Departamencie Stanu.
Zamachu na wiceprezydenta Johnsona miał dokonać George Atzerodt, który w tym celu zakwaterował się w hotelu Kirkwood, dokładnie piętro wyżej od Johnsona. 14 kwietnia, kiedy miało dojść do ataku, uzbrojony w nóż i pistolet, Atzerodt przyszedł do hotelowego baru. Tam wdał się w dysputę z barmanem, przy której wypił dużo alkoholu. Najprawdopodobniej w wyniku upojenia zapomniał, po co w ogóle zjawił się w hotelu, po czym wyszedł, wyrzucił nóż i po kilkugodzinnym spacerze zameldował się w hotelu Pennsylvania House. Jak się okazało, Booth słusznie przypuszczał, że Atzerodt może nie dokonać planowanego zamachu, gdyż wcześniej zostawił dla wiceprezydenta notatkę o treści Nie chcę Panu przeszkadzać, ale czy jest Pan w domu? J. Wilkes Booth.

## Schwytanie spiskowców i proces

Szkic drogi ucieczki Bootha i Herolda

Booth, który po zamachu opuścił teatr, uciekł konno początkowo do południowego Marylandu, a następnie wraz z Davidem Heroldem chciał udać się do Wirginii. Po drodze odwiedzili oni dra Samuela Mudda, który opatrzył złamaną nogę Bootha, a następnie pojechali do sympatyka Południa, Samuela Coxa. Ponieważ żaden z gospodarzy nie chciał im użyczyć schronienia, spiskowcy przekroczyli Potomac i weszli na teren konfederackiej Wirginii, gdzie zdobyli żywność. Następnie z pomocą trzech dawnych żołnierzy Konfederacji przeprawili się przez Rappahannock i schronili się pod fałszywymi nazwiskami na farmie Richarda Garretta (niedaleko Port Royal). Na polecenie sekretarza wojny żołnierze przeszukiwali tereny Marylandu i Wirginii, a za informacje o miejscu pobytu zamachowców wyznaczono nagrodę 100 tys. dolarów. Około godziny 2.00 26 kwietnia żołnierze otoczyli farmę Garretta i wezwali zamachowców do poddania się. Herold niemal natychmiast usłuchał rozkazu, jednak Booth odmówił. Wobec tego żołnierze podpalili stodołę, w której się ukrywał, a sierżant Boston Corbett strzelił do zabójcy prezydenta. Kula uszkodziła kręgosłup i spowodowała śmierć Bootha około 3 godziny po obławie. Umierając zamachowiec miał powiedzieć „Powiedzcie matce, że umieram za mój kraj. Myślałem, że czynię to w najlepszej intencji”.

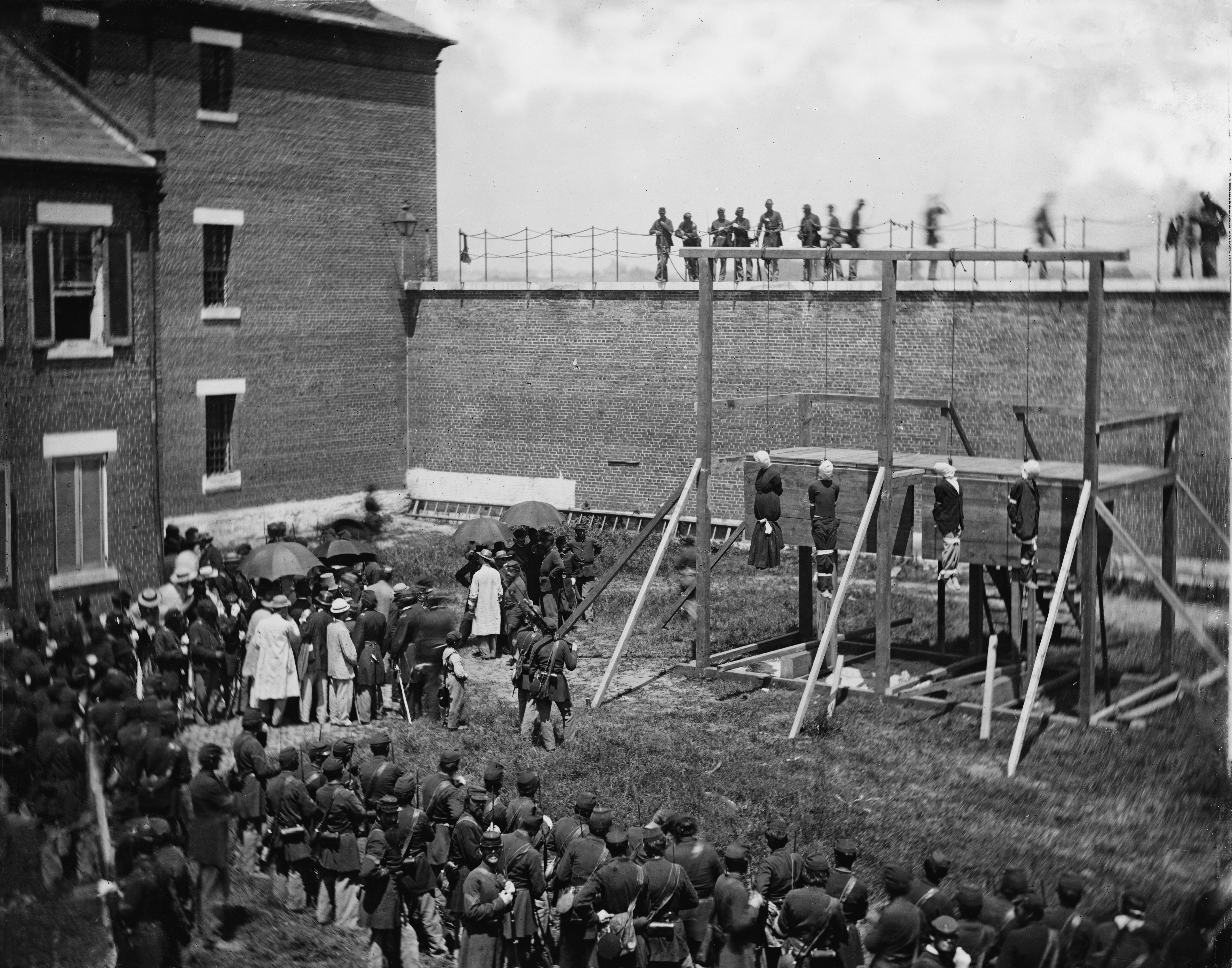
Wykonanie wyroku na zamachowcach

Wkrótce potem aresztowano 8 pozostałych wspólników Bootha i postawiono ich przed sądem wojskowym. Czworo z nich, Mary Surratt, Lewis Powell, George Atzerodt i David Herold zostało skazanych na śmierć przez powieszenie (7 lipca 1865). Michael O’Laughlen, Samuel Arnold i dr Samuel Mudd (który udzielił pomocy rannemu Boothowi) zostali skazani na dożywotnie więzienie. Zostali oni potem ułaskawieni przez nowego prezydenta, Johnsona, z wyjątkiem O’Laughlena, który zmarł w więzieniu na żółtą febrę. Jedynym, który uniknął aresztowania, był John Surratt, który wyjechał do Europy, a następnie do Afryki. Został wprawdzie potem schwytany i aresztowany, lecz został zwolniony, ponieważ naoczny świadek widział go w Elmirze w czasie, gdy dokonywany był zamach. Po wojnie wykonano już tylko jedną egzekucję: na Henrym Wirzu, który był naczelnikiem więzienia w Andersonville.

## Konsekwencje
Abraham Lincoln był obok George’a Washingtona najbardziej popularnym, a zarazem najczęściej cytowanym prezydentem. Zaraz po jego śmierci urósł do miana legendy; pojawiały się nawet porównania do Jezusa – podobnie jak Chrystus, Lincoln oddał życie za swój naród. Porównanie to tym bardziej trafiało do przekonania, ponieważ zamach na Lincolna odbył się w Wielki Piątek, kiedy Chrystus został ukrzyżowany.
Śmierć prezydenta Lincolna spowodowała, że nowym prezydentem został dotychczasowy wiceprezydent Andrew Johnson. Ponieważ pochodził on ze stanu południowego, Tennessee, jego plany rządów budziły obawy. W czasie wojny miał powiedzieć „Do diabła z Murzynami! Ja walczę z tymi zdradzieckimi arystokratami, ich właścicielami”. Johnson wyrażał głębokie poparcie dla Unii, lecz nie było to powodowane ideałami Lincolna, ale ścisłym trzymaniem się litery Konstytucji. Popierał zniesienie niewolnictwa i choć nie był przychylny nadaniu praw wyborczych Afroamerykanom, to podtrzymał plan swojego poprzednika, ogłaszając Nową Proklamację Amnestii w maju 1865.
W 1937 austriacki chemik i inżynier, Otto Eisenschiml, opublikował książkę „Dlaczego zamordowano Lincolna”, w której zasugerował, że w zamach na prezydenta zamieszany był sekretarz wojny, Edwin M. Stanton.